# Pyrrhulina beni
Pyrrhulina beni és una espècie de peix de la família dels lebiasínids i de l'ordre dels caraciformes.

## Morfologia
- Els adults poden assolir 5 cm de longitud total.[2][3]

## Hàbitat
És un peix d'aigua dolça i de clima tropical.

## Distribució geogràfica
Es troba a Sud-amèrica: sud-oest de la conca del riu Amazones.